# 本田博太郎
本田 博太郎（ほんだ ひろたろう、1951年2月8日 - ）は、日本の俳優、書家。茨城県水戸市出身。前事務所マツ・カンパニーは2024年5月末日を以て解散。その後、合同会社久保田企画に所属。本田博太郎オフィシャルサイト。長男は俳優の本田大輔。

## 来歴
茨城県水戸市に4人兄弟の末っ子として生まれ、9歳の時に母を亡くし、男手一つで4人の子育てをする父のもとで育つ。夜に父に連れられて行った近所の映画館で、ドロドロした人間の業や悲哀を描いた巨匠監督の映画を見るのが唯一の楽しみだったという。
役者になることを夢見て、高校卒業後まもなく家出同然で上京。小さな劇団を立ち上げて閉店後の喫茶店を借りて芝居の上演など続けた後、文学座演劇研究所を経て劇団青俳に所属した。幼いころ映画で見た三國連太郎に憧れて、芸名を本名の「博史」から「博太郎」へと変えた。1977年には日活ロマンポルノ『性と愛のコリーダ』で映画に初出演した。一方で10年ほどにわたるアルバイト生活の中で多くの職業を経験し、後の演技の土台となるさまざまな社会経験を積んだ。
若くして結婚し子供が生まれ、日々の生活に追われて夢を追い続ける気持ちが揺れ始めた1979年、28歳の時に「この舞台を最後にしよう」と臨んだ蜷川幸雄演出の舞台『近松心中物語』で、公演中に突然腰を痛めたため降板した主演の平幹二朗の代役に当時無名だった本田が大抜擢されて翌日からの公演を務め上げ、28歳という当時の帝国劇場での最年少座長記録も同時につくり一躍脚光を浴びた。続く同年8月の蜷川演出の舞台『ロミオとジュリエット』とあわせて、第17回ゴールデン・アロー賞新人賞を演劇部門で受賞した。
1980年、たのきんトリオ出演の『ただいま放課後』の熱血教師・ドンガメ先生（寺泉憲とのダブル主演）役を演じ、世間に知られるようになる。この頃まで多く存在した新劇出身アイドルのような位置から次第に悪役や喜劇的な役柄にシフトしていった。
1981年には工藤栄一に認められ、『必殺仕舞人』『新・必殺仕舞人』に主演メンバーとして参加し、代表作となる。
2時間ドラマでは、複数回、狩矢警部役で出演。
善人役から悪役まで幅広く演じる日本を代表する名バイプレーヤーの1人。声を生かしてナレーションを務めることもある。
自分の出演作品の毛筆題字を数多く手掛け、最近では書家としても活躍して活動の幅を広げている。その一環として、時代劇『髪結い伊三次』や、『能登の花ヨメ』、『砦なき者』、『父からの手紙』、『ぶるうかなりや』などの題字を書いている。

## 人物・エピソード
- 晩年の岡本喜八監督にも気に入られ、利重剛と共に喜八一家最終メンバー的な存在となり[7]、監督の葬儀告別式では司会進行を担当した（生前の岸田森からは喜八一家メンバー心得アドバイスを受けている）。
- 現在に至るまで金子修介監督とも付き合いが長い。
- 奥山佳恵を見ながら涙ぐんで上半身裸になる男性を演じたアコム、オダギリジョーと共演したライフカード等のCMでの怪演も注目された（ライフカードのCMは俳優の名前を実名で呼ぶ伝統があるが、この伝統を破って役名を与えられた初の俳優でもある）。
- その硬軟を自然に演じ分ける芸風は、彼の名を冠した楽曲「本田博太郎〜magical mystery UPAAAAAAAAA!!!!!〜」（作詞：宮藤官九郎、作曲：富澤タク）を唄う、劇団大人計画から派生したロックバンドグループ魂に取り上げられており、同曲のPVにもノリノリで出演。その八面六臂ぶりを遺憾なく発揮した[6]。
- 『時をかける少女』（南野陽子版）、『君の手がささやいている』など、いくつもの作品で父親役を演じているが、『エラいところに嫁いでしまった!』では、ほとんどのセリフを「うーん」しか言わないというユニークな父親役を務め、話題になった。
- 特技は剣道と柔道[8]。趣味は書で[1]、緒形拳の書の個展を見たことを契機に「少しでも近づけたら」と力を注ぎ、『眠狂四郎』や『悪いやつほどよく眠る』などのテレビドラマの題字を手がけるまでになった[7]。
- 1979年の舞台『近松心中物語』で平幹二朗の代役に大抜擢される前は全く芽が出ず、その時には既に子供が2人いたのでこの舞台を最後に俳優を辞めて郷里に帰るつもりだった。
- 普段の本田は愛妻家で、愛犬家。

## 出演

### 舞台
- 近松心中物語（1979年、蜷川幸雄演出）
- ロミオとジュリエット（1979年、蜷川幸雄演出）
- 越前竹人形（1983年）
- 屋根の上のバイオリン弾き（1984年）
- 高校中パニック!小激突!!（2013年、宮藤官九郎演出） - 劇中内映像出演

### 映画
- 性と愛のコリーダ（1977年4月23日） - 奥田茂
- 団地妻・雨やどりの情事（1977年） - 園部
- 襲え!（1978年） - 杉田
- 宇能鴻一郎の看護婦寮（1978年） - 吉田昭
- 暴る!（1978年） - ガソリンスタンドの店員
- 英霊たちの応援歌 最後の早慶戦（1979年、東宝） - 本田耕一
- 四季・奈津子（1980年、東映） - 中垣
- 近頃なぜかチャールストン（1981年、ATG） - 中町刑事
- 逃がれの街（1983年、東宝） - 牧村刑事
- エル・オー・ヴィ・愛・N・G（1983年、東宝） - 中条弘
- まんだら屋の良太（1986年、ニューセレクト） - 倉田
- ジャズ大名（1986年、松竹） - 鈴川門之助
- 幕末青春グラフィティ Ronin 坂本竜馬（1986年、東宝） - 安岡嘉助
- 必殺4 恨みはらします（1987年、松竹） - 杉江伊織
- パッセンジャー 過ぎ去りし日々（1987年、松竹） - 梶山安夫
- 竜馬を斬った男（1987年） - 桂小五郎
- はいからさんが通る（1987年、東映） - 鬼島軍曹
- 極道渡世の素敵な面々（1988年、東映） - 庄司文也
- この胸のときめきを（1988年）
- 悲しきヒットマン（1989年） - 小池豊和
- 女帝 春日局（1990年、東映） - 大久保忠隣
- 激動の1750日（1990年、東映） - 八矢会副幹事長 伊達組組長 伊達順治
- もうひとつの原宿物語（1990年） - トマトの中年男
- マドンナのごとく（1990年、東映） - 松田
- 大誘拐 RAINBOW KIDS（1991年、東宝） - 高野
- 新極道の妻たち（1991年） - 藤波組組員 重田
- 就職戦線異状なし（1991年、東宝） - エフテレビ人事部主任 雨宮重明
- 寒椿（1992年、東映） - 小笠原楠喜
- 修羅の伝説（1992年、東映） - 富沢郁也（鉄砲玉）
- パ★テ★オ（1992年） - 佐藤
- 子連れ狼 その小さき手に（1993年） - 拝一刀に処刑される侍
- 民暴の帝王（1993年、東映） - 中江清正
- 大阪極道戦争 しのいだれ（1994年） - 五木組系毒島組組長 毒島伝次
- 集団左遷（1994年）
- 新極道の妻たち 惚れたら地獄（1994年） - 刑事
- 119（1994年） - 分署一班隊長・出川
- ひめゆりの塔（1995年） - 高嶺孝四郎
- ガメラ 大怪獣空中決戦（1995年） - 斉藤審議官
  - ガメラ3 邪神覚醒（1999年） - 斉藤審議官
- 霧の子午線（1996年、東映） - 医者
- 地獄堂霊界通信（1996年） - 地獄堂店主
- Shall we ダンス?（1996年、東宝） - サヨナラパーティ司会者
- シャブ極道（1996年） - 浦島刑事
- 柘榴館（1997年） - 立花隆二
- 北京原人 Who are you?（1997年、東映） - 北京原人
- 陽炎IV（1998年） - 藤崎慎二
- 大怪獣東京に現わる（1998年） - 田所継男
- 鉄道員（ぽっぽや）（1999年、東映） - 坑夫
- DEAD OR ALIVE 犯罪者（1999年） - 奥山
- お受験（1999年） - 本多社長
- 必殺! 三味線屋・勇次（1999年） - 浜町の浅吉
- 難波金融伝ミナミの帝王劇場版 partX（1999年）
- 金融腐蝕列島〔呪縛〕(1999年)   - 陣内副頭取
- どら平太（2000年、東宝） - 伝吉
- クロスファイア（2000年、東宝） - 小暮泰三
- 安藤組外伝 掟（2000年） - 二代目佐久間組舎弟本部長 島本隆則（元・初代植松組）
- 極道の妻たち リベンジ（2000年） - 野崎武雄
- 仮面学園（2000年、東映） - 菅原刑事
- 9-NINE/ナイン（2000年、ベンチャーフィルム） - 岩本
- 千年の恋 ひかる源氏物語（2001年） - 桐壺帝
- man-hole（2001年） - 鈴木肇
- ショコキ!（2001年） - 関根純三
- 凶気の桜（2002年） - 兵頭秀次
- 助太刀屋助六（2002年） - 堀田某
- Deep Love（2004年） - 鏡武
- 修羅のみち9 北九州烈死篇 （2004年、東映）- 観音寺一家三代目総長 観音寺宗二郎
- ミラーを拭く男（2004年） - 真下辰巳
- 半落ち（2004年、東映） - 辻内裁判長
- 下妻物語（2004年、東宝） - 組の兄貴分
- デビルマン（2004年、東映） - 飛鳥教授
- タッチ（2005年、東宝） - 津川英二
- 男たちの大和/YAMATO（2005年、東映） - 古村啓蔵
- 仮面ライダーシリーズ
  - 仮面ライダー THE FIRST（2005年、東映） - 秘書官
  - 劇場版 仮面ライダーカブト GOD SPEED LOVE（2006年、東映） - 加賀美陸
  - 仮面ライダー×スーパー戦隊×宇宙刑事 スーパーヒーロー大戦Z（2013年、東映） - 軍師レイダー
- カミュなんて知らない（2006年） - 中條教授
- 嫌われ松子の一生（2006年） - 本田博太郎（本人役）
- 大奥（2006年） - 新井白石
- それでもボクはやってない（2007年） - 三井秀男
- 愛の流刑地（2007年） - 久世泰西（裁判長）
- 大帝の剣（2007年） - 霧の才蔵
- 黄色い涙（2007年） - 貞吉
- 歌謡曲だよ、人生は（2007年） - 岡利彦
- 眉山-びざん-（2007年） - 綿貫秀雄
- 陰日向に咲く（2008年） - 劇場のオーナー
- 能登の花ヨメ（2008年） - 山田信之助
- 次郎長三国志（2008年） - 津向の文吉
- TAJOMARU（2009年） - 栗山秀隆
- 鈍獣（2009年） - 編集長
- ゼロの焦点（2009年） - 青木
- 獄（ひとや）に咲く花（2010年)
- 君が踊る、夏（2010年） - 野上健一郎
- 桜田門外ノ変（2010年） - 桜岡源次衛門
- パーマネント野ばら（2010年） - みっちゃんの父
- DOG×POLICE 純白の絆（2011年） - 佐久間警備局長
- 恋する歯車（2013年） - 本條貴政
- 藁の楯（2013年） - 大木係長
- 奇跡のリンゴ（2013年） - 銀行支店長
- 二流小説家 シリアリスト（2013年） - 三島忠志
- 天心（2013年） - 船頭
- キカイダー REBOOT（2014年、東映） - 本田宗五郎
- 太秦ライムライト（2014年、ティ・ジョイ） - 長沼兼一
- ゆずり葉の頃（2015年） - 仕立て職人
- 予告犯（2015年） - 加藤
- 東京無国籍少女（2015年） - 校長
- 柳生十兵衛 世直し旅（2015年） - 六代目・風魔小太郎
- 関西ジャニーズJr.の目指せ♪ドリームステージ!（2016年、松竹） - 高島勇造
- CONFLICT 〜最大の抗争〜（2016年） - 香田学
- 四月は君の嘘（2016年）
- 小ぬか雨（2017年） - 安五郎
- JK☆ROCK（2019年）
- 殺すな（2022年1月28日、時代劇専門チャンネル） - 利兵衛
- ALIVEHOON アライブフーン（2022年）- 葛西隆司
- 破戒（2022年、東映ビデオ）- 校長[9]
- Love song（2023年） -  国廣[10]
- サラリーマン金太郎【魁】編（2025年） - 三田善吉[11]

### テレビドラマ

#### NHK
※特記以外は総合テレビ
- 大河ドラマ
  - 花神（1977年） - 高橋熊太郎
  - 黄金の日日（1978年） - 番頭
  - 徳川家康（1983年） - 本多正純
  - 信長 KING OF ZIPANGU（1992年） - 荒木村重
  - 元禄繚乱（1999年） - 稲葉正休
  - 武蔵 MUSASHI（2003年） - 田口玄竜
  - 龍馬伝（2010年） - 小曽根乾堂
  - 花燃ゆ（2015年） - 富永有隣
  - おんな城主 直虎（2017年） - 中村与太夫
- 銀河テレビ小説
  - 冬の祝婚歌（1980年） - 八島杉彦
- 御宿かわせみ（1983年） - 源太郎
- 脱兎のごとく 岡倉天心（1984年） - 下村観山
- 真田太平記（1985年） - 浅野幸長
- 凍える牙（2001年） - 綿貫厚人
- 茂七の事件簿 ふしぎ草紙（2001年） - 梶屋の勝蔵
- 茂七の事件簿 新ふしぎ草紙（2002年） - 梶屋の勝蔵
- 新宿鮫 氷舞（2002年）
- ミニモニ。でブレーメンの音楽隊（2004年） - 黒田昭一
- 絶壁〜山岳警備隊、疾走る〜（2004年） - 向井啓作
- 秘太刀 馬の骨（2005年） - 内藤半左衛門
- ちいさこべ（2006年） - 伊吉
- 雪之丞変化（2008年） - 長崎屋三郎兵衛
- 最後の戦犯（2008年） - 秋元刑事
- 母恋ひの記（2008年） - 藤原菅根
- フルスイング（2008年） - 鮫島あきら
- 刑事の現場〜リミット〜（2009年） - 細見監察官
- てのひらのメモ（2010年） - 磯貝検事
- 隠密八百八町（2011年） - 太田備後守
- マドンナ・ヴェルデ〜娘のために産むこと〜（2011年） - 屋敷統
- 塚原卜伝（2011年） - 足利義尹
- 蝶々さん〜最後の武士の娘〜（2011年） - 大林源九郎
- タイトロープの女（2012年） - 高木旭
- 恋するハエ女（2012年） - 津田大悟
- 御鑓拝借 〜酔いどれ小籐次留書〜（2013年1月1日）
- NHK番組たまご「モノゴコロ」（2013年8月31日） - 首都高速
- 二十歳と一匹（2015年1月17日） - 馬場昭夫
- 経世済民の男 第一部「高橋是清」（2015年8月22日・29日） - 工務局長
- わたしをみつけて（2015年） - 後藤啓一郎
- 正月時代劇・吉原裏同心〜新春吉原の大火〜（2016年1月3日） - 太兵衛
- 連続テレビ小説
  - べっぴんさん（2016年） - 坂東長太郎
  - ちむどんどん（2022年） - 演劇評論家・淀川春夫[12]
- 伝七捕物帳（2016年） - 松蔵
- 夏目漱石の妻（2016年） - 夏目直克
- 京都人の密かな愉しみ Blue 修業中（BSP） - 宮坂羊山
  - 京都人の密かな愉しみ Blue 修業中 送る夏（2017年9月30日）
  - 京都人の密かな愉しみ Blue 修業中 祝う春（2018年4月14日）
  - 京都人の密かな愉しみ Blue 修行中 祇園さんの来はる夏（2019年8月17日）
  - 京都人の密かな愉しみ Blue 修業中 燃える秋（2021年1月30日）
  - 京都人の密かな愉しみ Blue 修業中 門出の桜（2022年5月28日）
- 女子的生活 第3話（2018年1月19日） - 小川富生
- 学校へ行けなかった私が「あの花」「ここさけ」を書くまで（2018年9月1日、BSP） - 坂田宗久
- スローな武士にしてくれ〜京都 撮影所ラプソディー〜（2019年3月23日、BSP） - 武藤幸四郎
- 螢草 菜々の剣（2019年、BSP） - 日向屋孫右衛門
- 風の市兵衛 SP（2020年） - 久保大膳
- 忠臣蔵狂詩曲No.5 中村仲蔵 出世階段（2021年） - 大石内蔵助
- 剣樹抄〜光圀公と俺〜（2021年11月5日 - 12月24日、BSP） - 極大師
- わげもん〜長崎通訳異聞〜（2022年） - 大田崇善[13]

#### 日本テレビ
- 太陽にほえろ!
  - 第282話「婚約指輪」（1977年） - 横田栄一
  - 第339話「暴発」（1979年）
- 大都会シリーズ
  - 大都会 PARTII 第27話「爆破予告」（1977年） - 前田
  - 大都会 PARTIII 第33話「最後通告」（1979年） - 八木健三
- 黒い雨・姪の結婚（1983年）
- 誇りの報酬 第4話（1985年、東宝）  - 橋爪
- 長七郎江戸日記
  - 第1シリーズ 第115話「殺しの配達人」（1986年） - 小谷宇兵衛
  - 第2シリーズ 第46話「狸がくれた五千両」（1989年） - 留吉
- 年末時代劇スペシャル
  - 忠臣蔵（1985年） - 前原伊助
  - 白虎隊（1986年） - 佐川官兵衛
  - 田原坂（1987年） - 佐川官兵衛
  - 五稜郭（1988年） - 朝夷健次郎
  - 奇兵隊（1989年） - 永倉新八
  - 勝海舟（1990年） - 春山辯蔵
  - 源義経（1991年） - 梶原景時
- 野望の国 嵐の章（1989年） - 土方歳三
- 樅ノ木は残った（1990年） - 遠山勘解由
- 風流太平記 「密命」（1990年） - 石黒半兵衛
- 遠山金志郎美容室（1994年） - 五十嵐社長
- さむらい探偵事件簿 第2話（1996年）
- 刑事たちの夏（1999年） - 比嘉忠義
- 天国への階段（2002年） - 平間順三
- 警視庁鑑識班2004（2004年） - 沢村純一
- 秋の特選サスペンス「全国指名手配! 二つの顔を持つ女」（2005年）[14]
- どうぶつ119（2007年） - 木下達夫
- 生誕100年記念 松本清張ドラマスペシャル・霧の旗（2010年） - 西本
- ヤング ブラック・ジャック（2011年）
- 背の眼（2012年、BS日テレ） - 山岸駅員
- 地味にスゴイ! 校閲ガール・河野悦子（2016年） - 岩崎正
- ドロ刑 -警視庁捜査三課- 第8話 - 第10話（2018年） - 真鍋茂樹
- 家売るオンナの逆襲 最終話（2019年） - 藤見譲
- トップナイフ-天才脳外科医の条件- 第4話（2020年） - 山口清
- CODE-願いの代償- 第7話 - 最終話（2023年） - 滝田洋平[15]
- 相続探偵 第6話・最終話（2025年3月1日・29日、日本テレビ） - ケンジイ / 福田健治 役[16][17]
- 火曜サスペンス劇場
  - 思い出さないで!!（1981年12月8日）
  - 雪花魔人形-愛と惨劇の館-（1984年2月28日） - 植草
  - 渦中の女（1985年5月21日）
  - 傍観者殺人事件（1986年12月9日） - 加東淳[18]
  - 歌姫マリアの危険なツアー（1987年5月5日）
  - 京都周山殺人街道（1988年1月12日） - 及川勉
  - 虹色の殺人（1988年10月11日） - 釘田隆
  - 疑惑（1989年5月9日）
  - 歯（1989年10月24日）
  - 電話の向こうに誰がいる?（1990年1月23日） - 大村彰
  - 眼鏡をかけたライオン（1990年8月28日） - 畑俊行
  - 京都九里半殺人街道（1995年5月30日） - 中村一也
  - 警視庁鑑識班（1996年 - 2005年） - 沢村純一
  - 共犯関係（1996年10月29日）
  - 松本清張スペシャル 恐喝者（1997年2月25日） - 加治宇一
  - 白骨が愛した男（1997年8月5日） - 南秀雄
  - 松本清張スペシャル 中央流沙（1998年8月4日） - 牧野俊介
  - 消えた殺人者（1999年9月7日） - 金沢二郎
  - 九門法律相談所11「出世払い裁判」（1999年11月30日） - 手塚篤信
  - 小京都ミステリー30「エジプト・パピルス殺人事件」（2001年10月9日） - 堀川不二夫
  - 身辺警護9（2001年12月11日） - 木島昌也
  - 京都金沢殺人事件シリーズ - 川野拓
    - 京都金沢わらべ唄殺人事件（2002年3月5日）
    - 京都金沢舌切り雀殺人事件（2002年8月20日）

  - 言えない関係（2002年11月19日） - 田辺
  - ジェラシー（2004年6月29日） - 刈谷孝治
  - 検事 霞夕子23「すれ違った愛」（2004年8月10日） - 多岐川道夫
  - 産婦人科医 南雲綾子4「母娘の絆」（2004年8月24日） - 中野修

#### TBS
- 赤い絆（1978年）
- 夜の花火（1981年） - 十条克也
- ポーラテレビ小説「女・かけこみ寺」（1982年） - 太一郎
- 本陣殺人事件（1983年） - 一柳三郎
- 十津川警部シリーズ（1983年） - 鈴木刑事
- 転校少女Y（1984年） - 水島明
- 太閤記（1987年） - 徳川家康
- いつか誰かと（1990年）
- 鳴門秘帖（1990年）
- 夏の嵐!（1992年） - 相羽紀雄
- 天下を獲った男 豊臣秀吉（1993年） - 蜂須賀小六
- 大忠臣蔵（1994年） - 高田郡兵衛
- 吾輩は主婦である（2006年） - 夏目漱石（声のみ）・墓地の管理人
- セーラー服と機関銃（2006年） - 浜口昇
- スマイル（2009年） - 青木裁判長
- 特上カバチ!!（2010年） - 百目鬼鉄雄
- うぬぼれ刑事（2010年） - 藤沢部長
- ヘブンズ・フラワー The Legend of ARCANA（2011年） - 厳小剛
- 運命の人（2012年） - 曽根川靖弘
- 家族八景 Nanase,Telepathy Girl's Ballad（2012年） - 山崎潤三郎
- レジデント〜5人の研修医第5話（2012年） - 佐久間秀夫
- 名もなき毒（2013年） - 水田大造
- ペテロの葬列（2014年） - 水田大造
- S -最後の警官-（2014年） - 棟方耕三
- おやじの背中 第6話（2014年） - 青木久志
- 集団左遷!!（2019年） - 丸橋雄一郎
- 税務調査官・窓際太郎の事件簿35（2020年12月6日、BS-TBS） - 大熊雄之助
- 池波正太郎原作「武士とその妻」（2022年3月12日、BS-TBS） - 関口喜兵衛
- 月曜ドラマスペシャル
  - 刑事ガンさんシリーズ1（1992年） - 巴真治
  - 夏の特選サスペンス4・2時間7分の身代金（1993年） - 波多賢一
  - ヤマ勘記者の事件日誌1（1997年） - 食堂の主人
  - リストラ刑事（1999年） - 失業者
  - 婚前後遺症（1999年）
- 月曜ミステリー劇場
  - 被害者の妻（2001年） - 中山正彦
  - 十津川警部シリーズ (渡瀬恒彦)28（2003年） - 佐川警部
  - 弁護士 朝吹里矢子4（2005年） - 馬越信也
- 月曜ゴールデン
  - 楽園のライオン（2007年5月28日） - 浪花春夫
  - 松本清張スペシャルドラマ・塗られた本（2007年） - 井村重久
  - 警視庁南平班〜七人の刑事〜3（2011年） - 三上勝也
  - 美食カメラマン 星井裕の事件簿3（2012年） - 植山小堂
  - 警視庁心理捜査官・明日香3（2013年） - 福住喜一
  - 信濃のコロンボ1（2013年） - 野本孝平
  - 捜査指揮官 水城さや（2013年） - 青地啓介
- 天狗の台所（2023年、BS-TBS・BS-TBS 4K） - 愛宕連太郎[19]
- ペットドクター花咲万太郎の事件カルテ2〜お隣さんは殺人犯!?〜（2023年、BS-TBS） - 山村義則[20]

#### フジテレビ
- 華麗なる刑事 第27話「深夜放送殺人事件」（1977年） - ラジオ局のスタッフ
- 死人狩り 第1話（1978年）
- 新・座頭市 第3シリーズ 第4話「あした斬る」（1979年） - 鬼面一家代貸
- ただいま放課後（1980年） - 森雄太
- 影の軍団・幕末編（1985年） - 高杉晋作
- 時をかける少女（1985年） - 和子の父
- 鬼平犯科帳
  - 第1シリーズ 第18話「浅草・御厩河岸」（1989年） - 松吉
  - 第4シリーズ 第10話「密偵」（1993年） - 青坊主の弥市
  - 第6シリーズ 第8話「男の毒」（1995年） - 簣の子の宗七（黒股の弥市）
  - 第7シリーズ 第15話「見張りの見張り」（1997年） - 長久保の佐助
  - 第9シリーズ 第1話「大川の隠居」（2001年） - 津村の嘉平
  - 鬼平犯科帳スペシャル 兇賊（2006年） - 馬返しの与吉
  - 鬼平犯科帳スペシャル 見張りの糸（2013年） - 太助
- 新OL三人旅 十和田・奥入瀬殺人事件（1991年1月18日） -  宮坂信彦
- 本陣殺人事件（1992年） - 一柳賢蔵
- 銭形平次（1993年） - 佐々木源四郎
- 乾いて候（1993年） - 松平忠正
- 闇から来た少女（1993年、関西テレビ）
- 雲霧仁左衛門（1995年） - 州走りの熊五郎
- 悪魔が来りて笛を吹く（1996年） - 新宮利彦
- 忠臣蔵（1996年） - 片岡源五右衛門
- 御家人斬九郎 第3シリーズ 第4話「三十六人斬り」（1997年） - 久五郎
- 剣客商売
  - 第1シリーズ 第5話「老虎」（1998年） - 佐倉勝蔵
  - 第2シリーズ 第2話「暗殺」（1999年） - 鈴木市兵衛
  - 第5シリーズ 第6話「その日の三冬」（2004年） - 岩田勘助
  - スペシャルドラマ「助太刀」（2004年12月14日） - 成瀬喜右衛門
- 旗本退屈男（2001年） - 耳助
- 怪談百物語（2002年）
- あなたの隣に誰かいる（2003年）
- 夜桜お染（2003年） - 楠原喜左衛門
- 大奥
  - （2003年） - 島津斉彬
  - （2005年） - 堀田正俊
  - （2019年） - 榊原伊豆守盛保
- 仕掛人・藤枝梅安（2006年） - 近江屋佐兵衛
- 明智光秀〜神に愛されなかった男〜（2007年） - 丹羽長秀
- チーム・バチスタ2 ジェネラル・ルージュの凱旋（2010年） - 鴨志田一郎
- 医龍-Team Medical Dragon-（2010年） - 横田辰夫
- 悪い奴ほどよく眠る（2010年） - 和田一平
- 金曜エンタテイメント
  - 「女弁護士水島由里子の危険な事件ファイル1」（1997年） - 重田治雄
  - 「ニュースキャスター沢木麻沙子」（1998 - 2002年） - 狩矢警部
  - 「女ざかり!!区役所の名探偵1」（2000年） - 井原刑事
  - 「京都祇園入り婿刑事事件簿8」（2001年） - 高嶋啓一郎
  - 「お局探偵亜木子&みどりの旅情事件帳5」（2002年） - 犬山竜彦
- 世にも奇妙な物語
  - 「家族の肖像」（1991年） - 篠田忠
  - 「マンホール」（2002年） - 柿崎部長
  - 「日の出通り商店街 いきいきデー」（2008年）
- 罠の戦争（2023年） - 犬飼孝介[21]

#### テレビ朝日
- 特別機動捜査隊 第795話「愛の終着駅」（1977年） - ボーイ
- 特捜最前線 第30話「核爆発80秒前のロザリオ」（1977年） - 阿久津忠信
- 必殺シリーズ
  - 必殺仕舞人（1981年） - 直次郎
  - 新・必殺仕舞人（1982年） - 直次郎
  - 必殺仕事人V（1985年） - 勘助
  - 必殺橋掛人 第2話「佃島のおとめ魚を探ります」（1985年） - 浅吉
  - 新春仕事人スペシャル 必殺忠臣蔵（1987年） - 神崎与五郎
  - 必殺スペシャル・秋! 仕事人vsオール江戸警察（1990年） - 剃刀の辰
  - 必殺仕事人2009（2009年） - 永井為蔵（石川六右衛門）
  - 必殺仕事人2010（2010年） - 酒巻勘解由
- 松本清張の絢爛たる流離 第2話「銀座の女の完全犯罪」（1987年） - 君島二郎
- ロス警察1989 ビバリーヒルズ殺人事件（1989年）
- はぐれ刑事純情派（1992年） - 北村達夫
- 名奉行 遠山の金さん
  - 第5シリーズ 第24話「馬と下郎と大福餅」（1993年） - 甚平
  - 遠山の金さんVS女ねずみ 第11話「怨念!おいらん幽霊小判まく」（1997年） - 霞の七平衛
- 鬼麿斬人剣 天下無双の刀鍛冶（1995年） - 服部小平太
- 風の刑事・東京発!（1996年） - 西原芳樹
- 君の手がささやいている（1997年） - 武田功
- 家政婦は見た!（1997年） - 佐藤秀夫
- 京都始末屋事件ファイル（1999年） - 松野龍一
- 八丁堀の七人
  - 第1シリーズ（2000年） - 銀次
  - 第6シリーズ（2005年） - 佐野清三郎
- 京都迷宮案内 第3シリーズ（2001年） - 雨宮治彦
- 科捜研の女
  - season4 第1話（2002年7月25日） - 大江修司
  - season11 第2話（2011年10月27日） - 畑山孝明
- 砦なき者（2004年） - 八尋大樹
- 相棒 - 朱雀武比古
  - season3
    - 第1話「双頭の悪魔」（2004年10月13日）
    - 第2話「双頭の悪魔II〜堕天使」（2004年10月20日）
    - 第3話「双頭の悪魔III〜悪徳の連鎖」（2004年10月27日）

  - season20 第1話「復活〜口封じの死」（2021年10月13日)
- はぐれ刑事純情派（2003年） - 本山恒夫
- TRICK 新作スペシャル1（2005年11月13日） - 新島同志
- 仮面ライダーカブト（2006年） - 加賀美陸
- アンナさんのおまめ（2006年） - ナレーション
- エラいところに嫁いでしまった!（2007年） - 山本波男
- その男、副署長（2007年 - 2009年） - 近藤時男
- 点と線（2007年） - 中尾正
- 天国と地獄（2007年）
- モップガール（2007年） - 長谷川隆冶
- HTBスペシャルドラマ そらぷち（2007年、北海道テレビ） - 柏木順一郎
- 徳川家康と三人の女（2008年） - 石川数正
- メイド刑事（2009年） - 大隈武次郎
- 断絶（2009年） - 椎名正嗣
- やまない雨はない（2010年） - 岡田医師
- 警視庁継続捜査班（2010年） - 風間輝樹
- 黒澤明ドラマスペシャル 野良犬（2013年） - 野田強
- 信長のシェフ（2013年） - 北畠具教
- 刑事110キロ（2013年） - 白石勇作
- みをつくし料理帖（2014年） - 伝右衛門
- 白い巨塔 (2019年のテレビドラマ)（2019年） - 山田音市
- ドクターY〜外科医・加地秀樹〜（2019年） - 大沢正一郎
- 土曜ワイド劇場→土曜プライム・土曜ワイド劇場→日曜ワイド
  - 京都殺人案内5（1981年）
  - 迷探偵記者羽鳥雄太郎と駆け出し女刑事シリーズ1（1985年） - 桜井次郎
  - 探偵・神津恭介の殺人推理4（1986年） - 藤本伸二
  - 三陸海岸婚約旅行殺人事件（1987年）
  - 西村京太郎トラベルミステリー
    - 18 オホーツク殺人ルート（1990年） - 遠藤邦彦
    - 32 赤い車から消えた女! 伊豆誘拐行（1998年） - 五十嵐社長

  - 松本清張作家活動40年記念・一年半待て（1991年） - 須村要吉
  - わたしが殺した私（1994年） - 佐野伸介
  - 混浴露天風呂連続殺人15（1995年） - 岩木信夫
  - 新・赤かぶ検事奮戦記4（1997年） - 梅原力
  - タクシードライバーの推理日誌
    - 14「刑事が愛した女」（2001年4月14日） - 城山賢造
    - 31「伊豆熱川〜殺人疑惑の乗客」（2012年12月8日） - 江国貴臣
    - 35「分かれ道の乗客 瀬戸内尾道〜“道の駅”連続殺人事件〜」（2014年10月11日） - 宝明出版社社長

  - 法医学教室の事件ファイル17（2003年） - 池永祐三
  - 橘京子の調査報告書（2005年） - 山崎法天
  - 新船長の航海事件日誌（2006年） - 砂田省平
  - 美人三姉妹の推理旅行2（2007年） - 井上直義
  - 広域警察2（2011年） - 森本公明
  - 警視庁・捜査一課長〜ヒラから成り上がった最強の刑事!（2012年 - ） - 警視庁刑事部長 警視監 笹川健志
  - 人類学者・岬久美子の殺人鑑定3（2013年） - 平山泰正
  - ショカツの女10（2015年） - 立見修治
  - 犯罪心理学教授・兼坂守の捜査ファイル2（2015年7月11日） - 三倉洋平
  - 深層捜査（2017年3月11日） - 林田祐一
  - ドクター彦次郎3（2017年8月20日） - 大谷文雄
- 新・暴れん坊将軍（2025年1月4日） - 本間要蔵 役[22]

#### テレビ東京
- 大江戸捜査網 第361話「白州に泣いた母子草」（1978年） - 庄吉
- ドラマ女の手記
  - 嫁姑いびり温泉ふたり旅（1987年）
  - 密告（1987年）
- 12時間超ワイドドラマ→新春ワイド時代劇
  - 花の生涯 井伊大老と桜田門（1988年） - 吉田松陰
  - 炎の奉行 大岡越前守（1997年） - 上杉綱憲
  - 国盗り物語（2005年） - 朝倉義景
  - 寧々〜おんな太閤記（2009年） - 大沢基康
  - ホリデイ〜江戸の休日〜（2023年） - 柳生宗矩[23]
- 女無宿人 半身のお紺（1991年） - 善十
- 忠臣蔵外伝 薄桜記（1991年） - 長尾龍之進
- 刑事追う!（1996年）
- よろずや平四郎活人剣（2007年） - 鳥居耀蔵
- 刺客請負人（2008年） - 道八
- 幻十郎必殺剣（2009年） - 滝沢頼母
- 14歳（2009年） - 松田先生
- ボクら星屑のダンス（2011年） - 小野田武彦
- ヴァンパイア・ヘヴン（2013年） - 湊川登
- 刑事（2014年） - 岩本昌男
- 孤独のグルメ Season5 特別編（2016年1月1日） - 自由軒のマスター 役
- 男と女のミステリー時代劇（2016年） - 瓢助
- 石川五右衛門（2016年） - 大木辰馬
- 巨悪は眠らせない 特捜検事の標的（2017年） - 宮崎穂積
- ラストチャンス 再生請負人（2018年） - 大友勝次[24]
- バイプレイヤーズ～名脇役の森の100日間（2021年）
- 女と愛とミステリー
  - てのひらの闇（2001年） - 勝沼英樹
  - 小早川警視正シリーズ1（2002年） - 保坂清一
  - 密会の宿1（2003年） - 大坂秀之
  - 女の中の二つの顔（2004年） - 滝川誠一郎
- 水曜ミステリー9
  - 二つの嘘（2005年） - 佐竹京介
  - さすらい署長 風間昭平4（2006年） - 柳原富雄
  - 芸者小春姐さん奮闘記2（2006年） - 迫田征三
  - 父からの手紙（2007年） - 犬塚義明
  - 刑事吉永誠一 涙の事件簿10（2012年） - 新倉善造
  - 鉄道警察官・清村公三郎10（2013年） - 青山善行
  - 北海道警事件ファイル 警部補 五条聖子2（2014年） - 仏田康雄
  - 共犯 元刑事 永井耕作の誘拐捜査（2016年） - 春山達夫
- 月曜プレミア8
  - 今野敏サスペンス 機捜235 Ⅱ（2021年） - 矢島崇
- 夫を社会的に抹殺する5つの方法Season2 第6話（2024年2月14日） - 高橋 役
- ベイビーわるきゅーれ エブリデイ!（2024年） - 宮原幸雄[25]

#### WOWOW
- 京極夏彦 「怪」 第3話「赤面ゑびす」（2000年） - 戎甲兵衛
- ぶるうかなりや（2005年）
- シリウスの道（2008年） - 細川国勝
- 横山秀夫サスペンス 引き継ぎ（2011年） - 財津
- 監査役野崎修平（2018年） - 松崎源陽
- 孤高のメス（2019年） - 扇谷惣一
- さまよう刃（2021年） - 木島隆明
- 誰かがこの町で（2024年） - 菅井昭次郎[26]

#### 時代劇専門チャンネル
- 鬼平外伝 夜兎の角右衛門（2011年） - くちなわの平十郎
- 新・御宿かわせみ（2013年） - 定之助
- 闇の狩人（2014年） - 土原の新兵衛
- 藤沢周平 新ドラマシリーズ 遅いしあわせ（2015年11月23日） - 仁兵衛（やくざの親分）
- 鬼平外伝 最終章 四度目の女房（2016年） - 中屋利三郎

#### TwellV
- カウンターのふたり（2012年） - 白瀬功一

#### BS松竹東急
- アイドル失格（2024年） - 笹山健志[27][28]

### ウェブドラマ
- 雨に叫べば（2021年12月16日、Amazonプライムビデオ） - 奥村順三[29]

### ナレーション
- 連続企業爆破テロ 40年目の真実（2015年5月22日、フジテレビ系列）

### CM
- 日本民間放送連盟
- アコム
- ライフカード「カードの切り方が人生だ」 - オダギリジョーと共演
- CMのCMキャンペーン - 会議編
- 東京ガス - 福澤諭吉
- Travel.jp空の最安値「TAXI」篇 - タクシーの乗客
- アース製薬 バスロマン - 生田斗真と共演
- 第一三共ヘルスケア「ガスター10」（2016年）[30]
- ビズリーチ「即戦力採用ならビズリーチ〜こころの声篇〜」（2016年10月 - ） - 部長 [31]
- アマノ「アマノ好きな父」（2018年）
- サントリー 頂 「お義父さんと」篇 - 唐沢寿明と共演
- 味の素 やさしお（2018年）

### Vシネマ
- 獣のように（1990年） - 朝比奈竜三
- 髑髏戦士スカルソルジャー（1992年） - 伯牙天慌
- 青い豹 シリーズ（1994年）
  - 青い豹 最も危険なヒットマン（1994年）
  - 青い豹2 88は殺しのナンバー（1994年）
- 本気!シリーズ（1994年 - 2003年） - 染夜壮志
- 難波現金問屋 とんぼりの竜（1995年）
- 仕切り屋五郎（1995年）
- サンクチュアリ PART2（1995年） - 狩谷久雄（民自党代議士）
- 極道の2号たち（1996年） - ジョニー
- ROZE 殺戮の女豹（1996年） - 武藤
- 仁義なき野望2（1997年） - 山根組長
- 仁義11・北陸極道狩り（1997年） - 藤代組若頭 赤津
- 首領への道シリーズ（1998年 - 2005年） - 飯島刑事
- 新 湾岸ミッドナイト（1998年）
- 平成残侠伝 血闘（1999年） - 寺田
- ナニワの用心棒（1999年） - 佐久間
- 侠道5・6（2001年） - 蔵元代議士
- 実録・最後の総会屋（2001年） - 島原（総会屋）
- 全国制覇テキ屋魂（2001年） - 橋本誠二
- 龍が如く〜序章〜（2005年） - 東城会系風間組組長 風間新太郎
- 死刑確定 IV・V（2006年） - 野田大吾

### ゲーム
- Black Knight Sword（2013年1月10日、グラスホッパー・マニファクチュア） - 日本語版ナレーション[32]

### PV
- グループ魂「本田博太郎〜magical mystery UPAAAAAAAAA!!!!!〜」（2005年）
- パク・ヨンハ「君が最高!」（2006年）
- BiSH「GiANT KiLLERS」（2017年）

### ラジオ
- 『伊集院光とらじおと』[33]（2019年5月23日、TBSラジオ） - ゲスト出演

## ディスコグラフィ

### シングル
| 発売日    | 規格      | 規格品番  | 面        | タイトル       | 作詞      | 作曲      | 編曲      |
| CBSソニー | CBSソニー | CBSソニー | CBSソニー | CBSソニー      | CBSソニー | CBSソニー | CBSソニー |
| --------- | --------- | --------- | --------- | -------------- | --------- | --------- | --------- |
| 1980年    | EP        | 07SH-909  | A         | 風の旅人       | 山口洋子  | 平尾昌晃  | 竜崎孝路  |
| 1980年    | EP        | 07SH-909  | B         | 星の街         | 山口洋子  | 平尾昌晃  | 竜崎孝路  |
| 1981年    | EP        | 07SH-956  | A         | 別れよう       | 五木寛之  | 浜圭介    | 若草恵    |
| 1981年    | EP        | 07SH-956  | B         | 涙の河をこえて | 五木寛之  | 浜圭介    | 若草恵    |